# Монастырь Агджоц
Монастырь Агджоц (арм. Աղջոց վանք) или Монастырь Святого Стефана (арм. Սուրբ Ստեփանոս վանք) — армянский монастырь XIII века неподалеку от деревни Гарни. Находится у притока реки Азат в пределах Хосровского заповедника недалеко от поселения Метц Гиланлар в Араратской области Армении. Недалеко от монастыря, в пределах заповедника, находится крепость Какаваберд и монастырский комплекс Хавуц Тар.

## Название
Название монастыря происходит от заброшенной деревни Агджоц, находившейся неподалеку.

## История
Согласно местному фольклору, монастырь был основан Св. Григорием Просветителем на месте мученической кончины Св. Стефана, предполагаемого спутника Св. Рипсимэ́ во время крещения Армении в 301 году. Армянский историк V века Агатангелос писал, что молодую и красивую римскую монахиню Рипсимэ, должны были насильно выдать замуж за императора Диоклетиана. Вместе с абатиссой Гаяне и другими монахинями они сбежали в Армению. Языческий царь Армении Трдат получил письмо императора, описывающее красоту Рипсимэ. Трдат обнаружил монахинь и влюбился сначала в Рипсимэ, а, затем, и в Гаяне. Монахини отказали царю. Рипсимэ приняла муки на месте, где сейчас расположена Церковь Святой Рипсиме, а Гаяне там, где в 630 году была построена Церковь Святой Гаяне. Остальные 38 монахинь были замучены на месте, где сейчас находится Церковь Шогакат. Когда Репсимэ подвергали мукам, Гаяне учила её «оставаться радостной и твердой» в вере. Позднее царь Трдат III принял христианство, сделав его государственной религией.
Точная дата основания монастыря неизвестна. Большая часть строений была возведена принцессой Зазой в XIII веке.

## Архитектура
Монастырский комплекс состоит из Церкви Св. Стефана (арм. Սուրբ Ստեփանոս եկեղեցի), Церкви Свв. Петра и Павла (арм. Սուրբ Պողոս-Պետրոս եկեղեցի) и прилегающего гавита. Крестообразная церковь Св. Стефана была построена в начале XIII века как главная церковь комплекса. Имеет четыре портала, к северной стене примыкает сводчатая Петропавловская церковь, построенная в 1270 году. Стены украшены впечатляющими барельефами Свв. Петра и Павла. Частично обвалившийся гавит пристроен к западной стене Св. Стефана во второй половине XIII века. Дополнительные пристройки были оплачены Иванэ Захаряном и князем Григором Хагбакяном.
Монастырь был разрушен персами в 1603 году, затем восстановлен. Вновь разрушен землетрясением 1679 года, которое также разрушило близлежащий монастырь Хавуц Тар и античный храм в Гарни. Монастырь был разорен в XVIII веке и окончательно разрушен во время армяно-татарской резни (1905—1906). Сейчас пребывает в руинах.
На церквях и гавите было найдено много надписей. На территории находится несколько хачкаров XII — XVII веков. Некоторые из них вмурованы в стены. Могилы кладбища в 150 м от монастыря датируются VII — XVII веками.

## Галерея

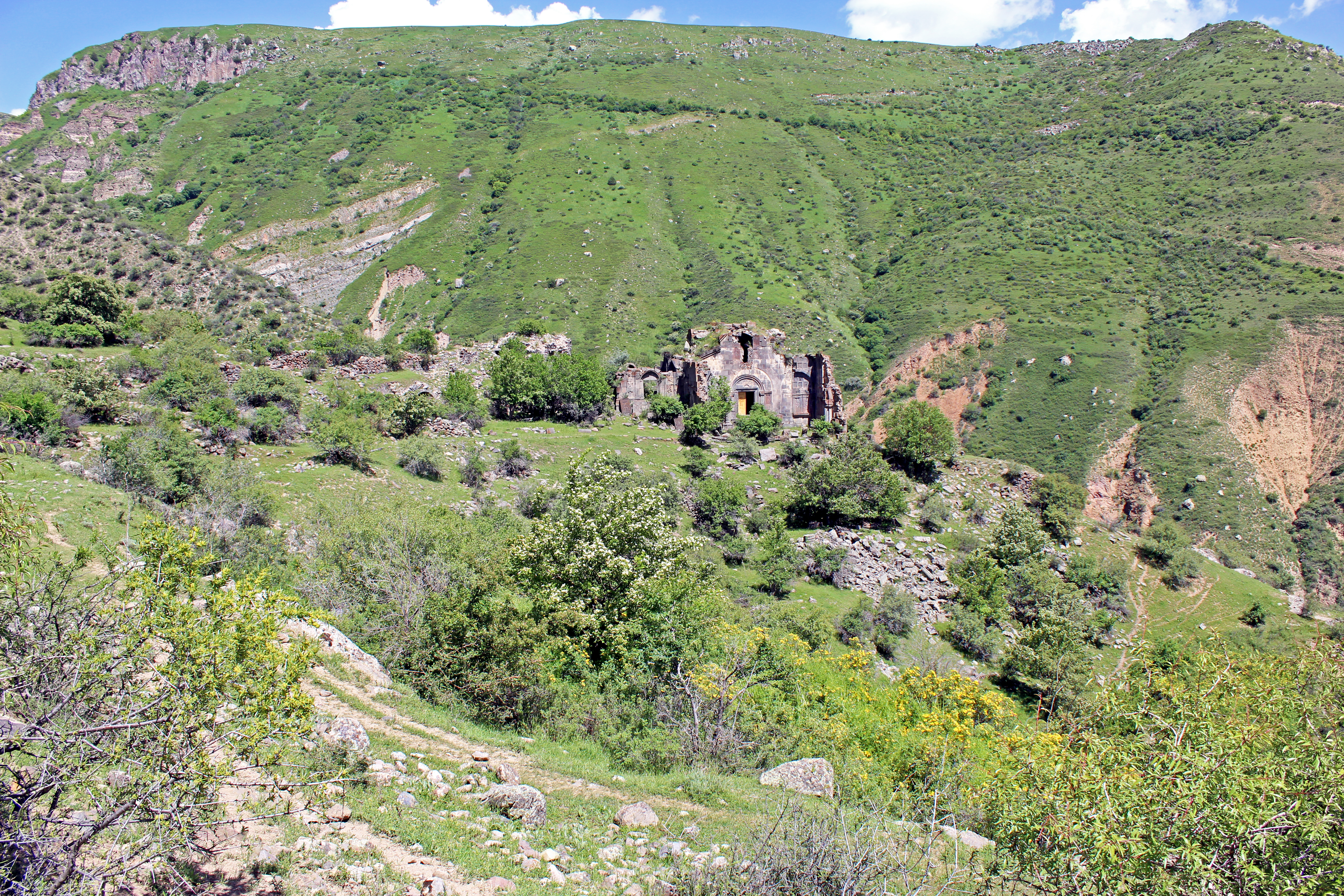
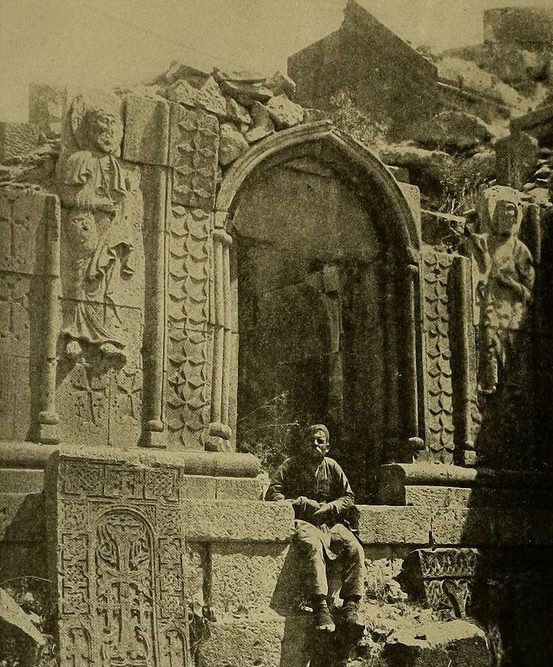
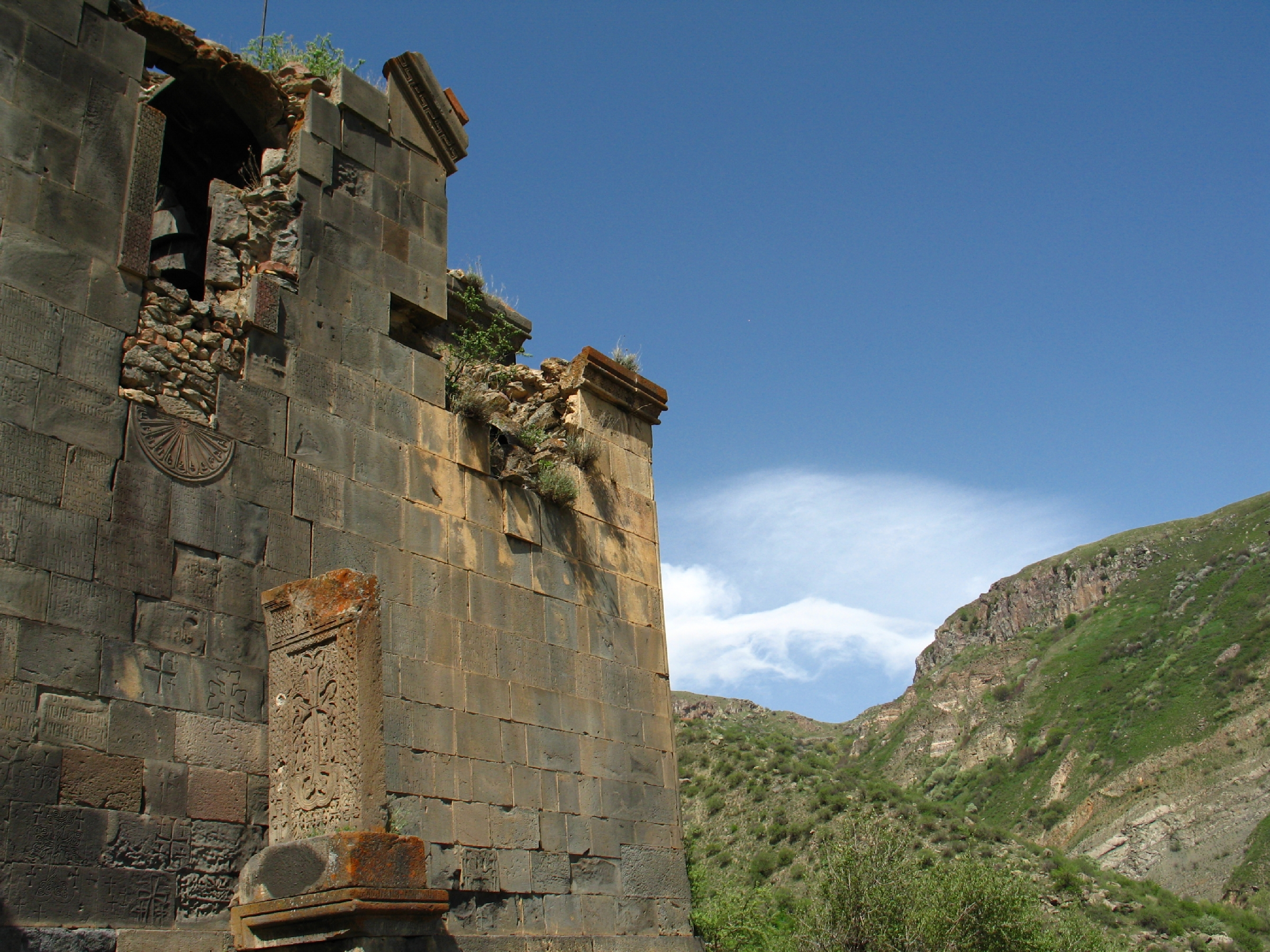
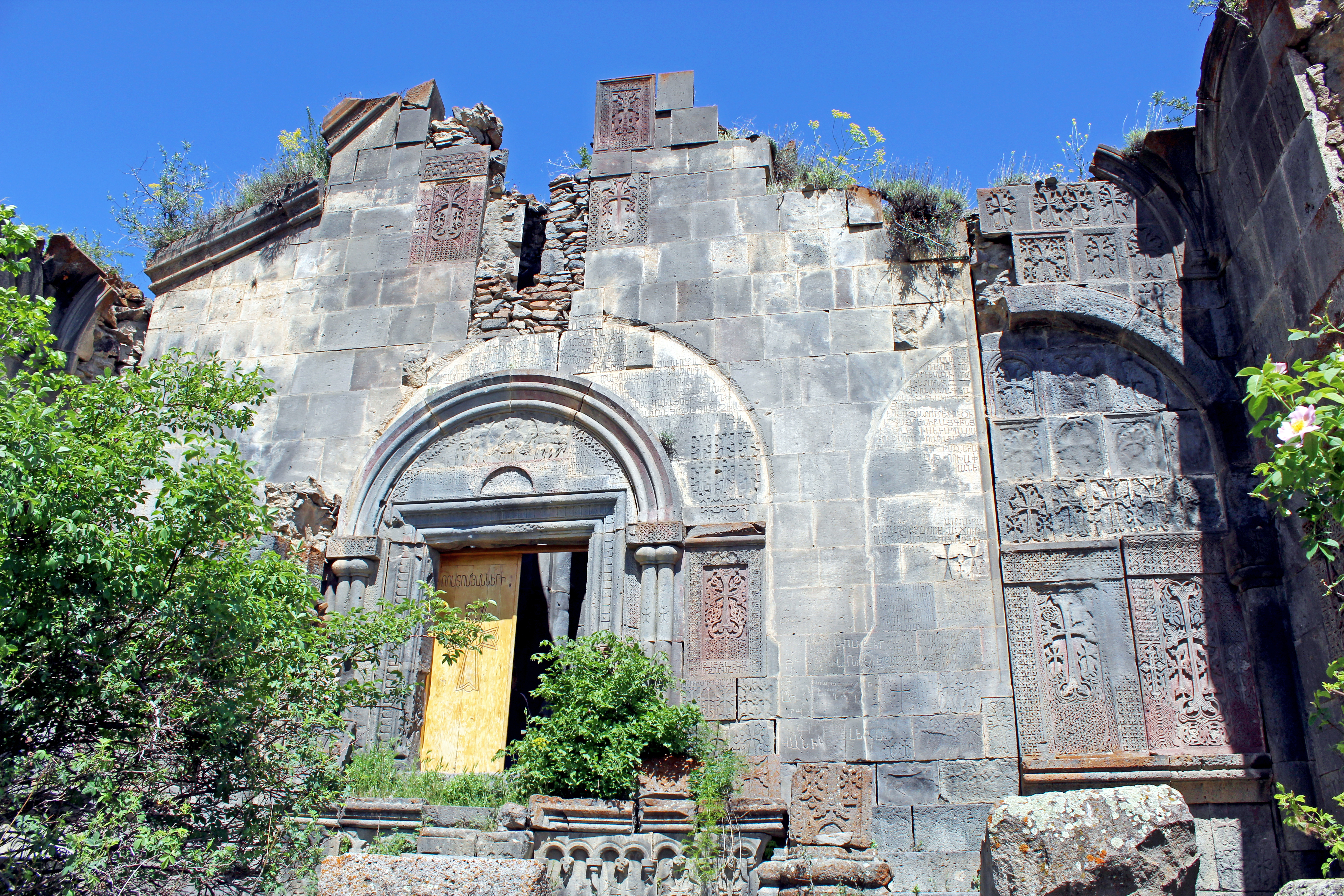
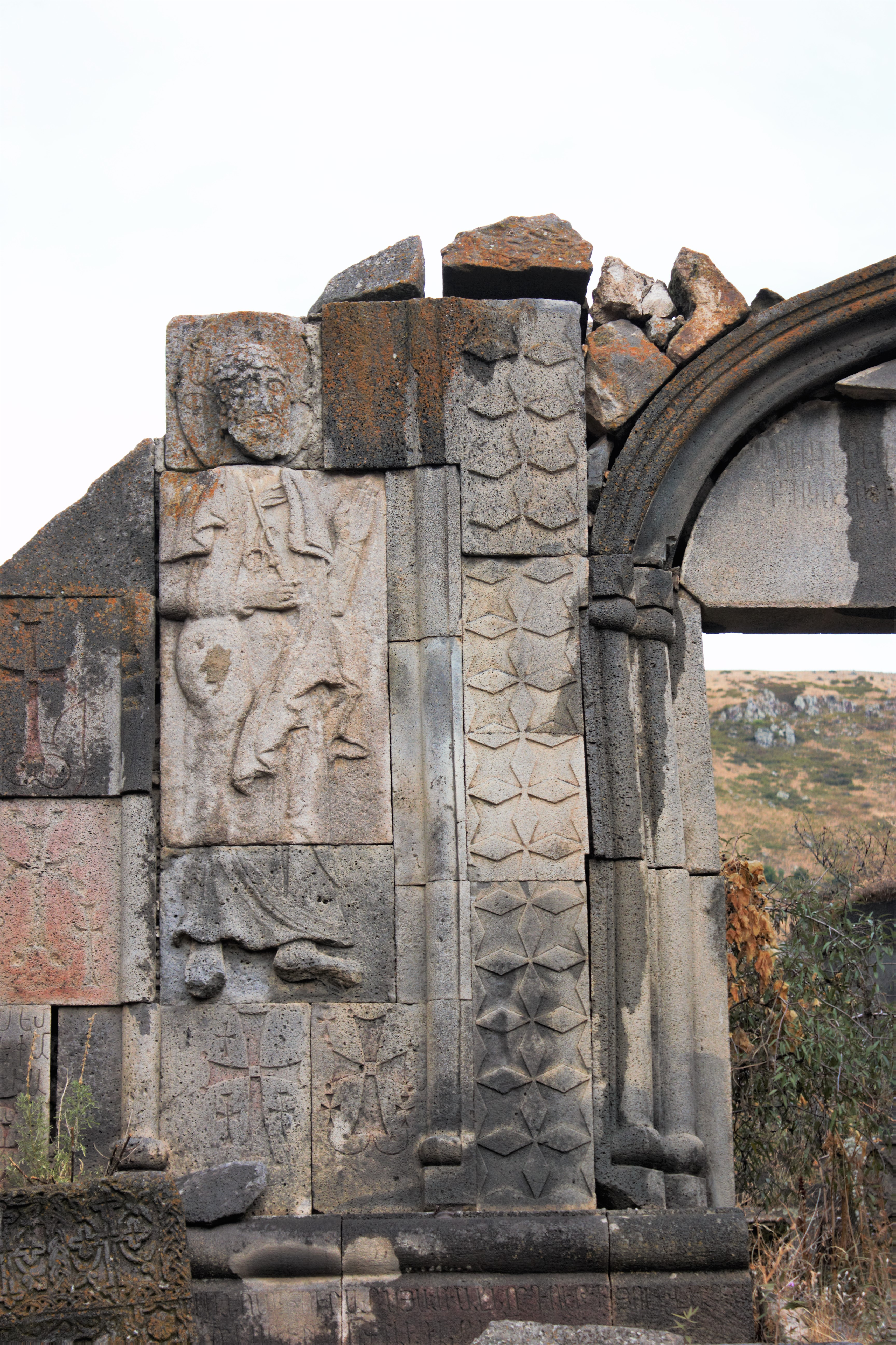
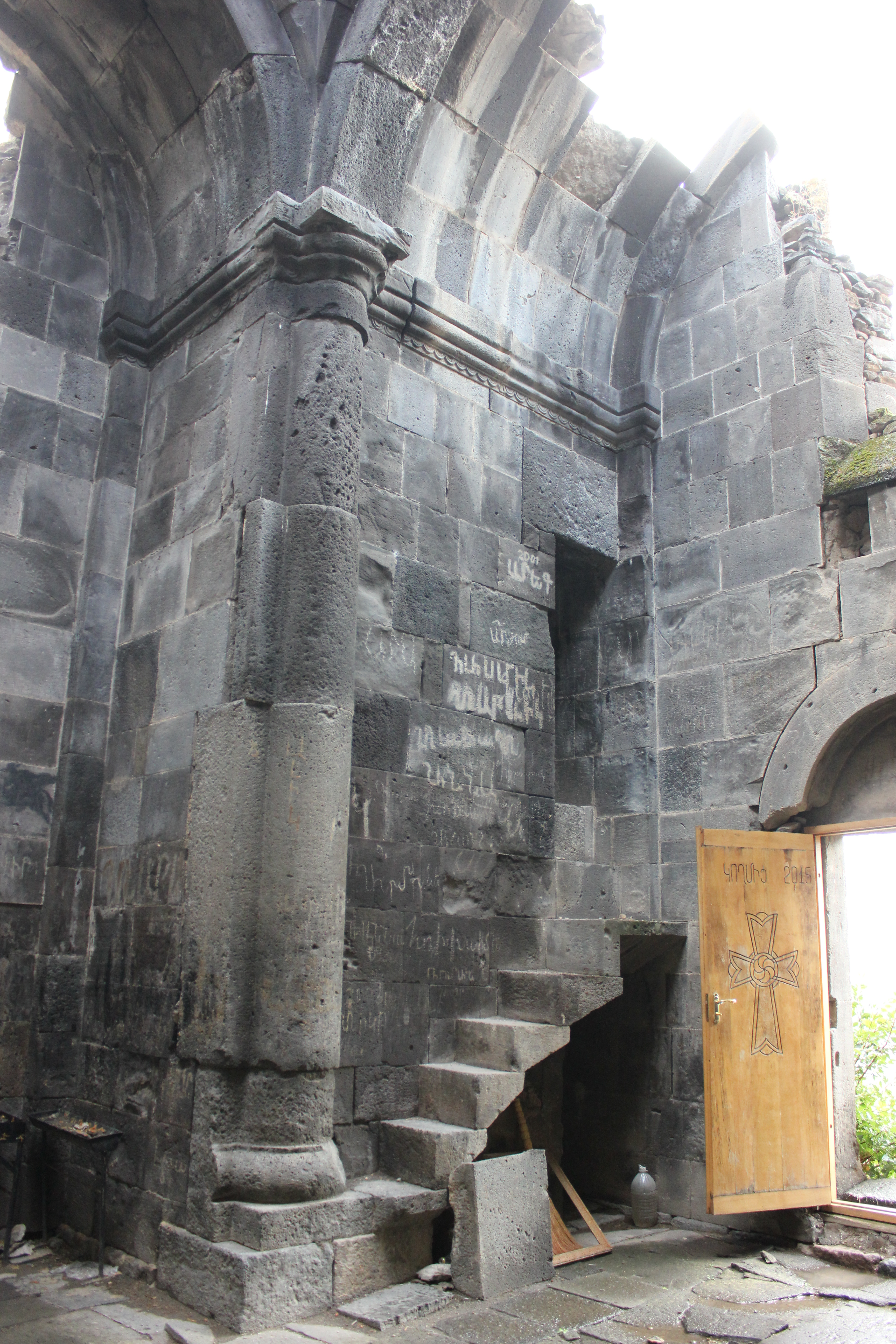
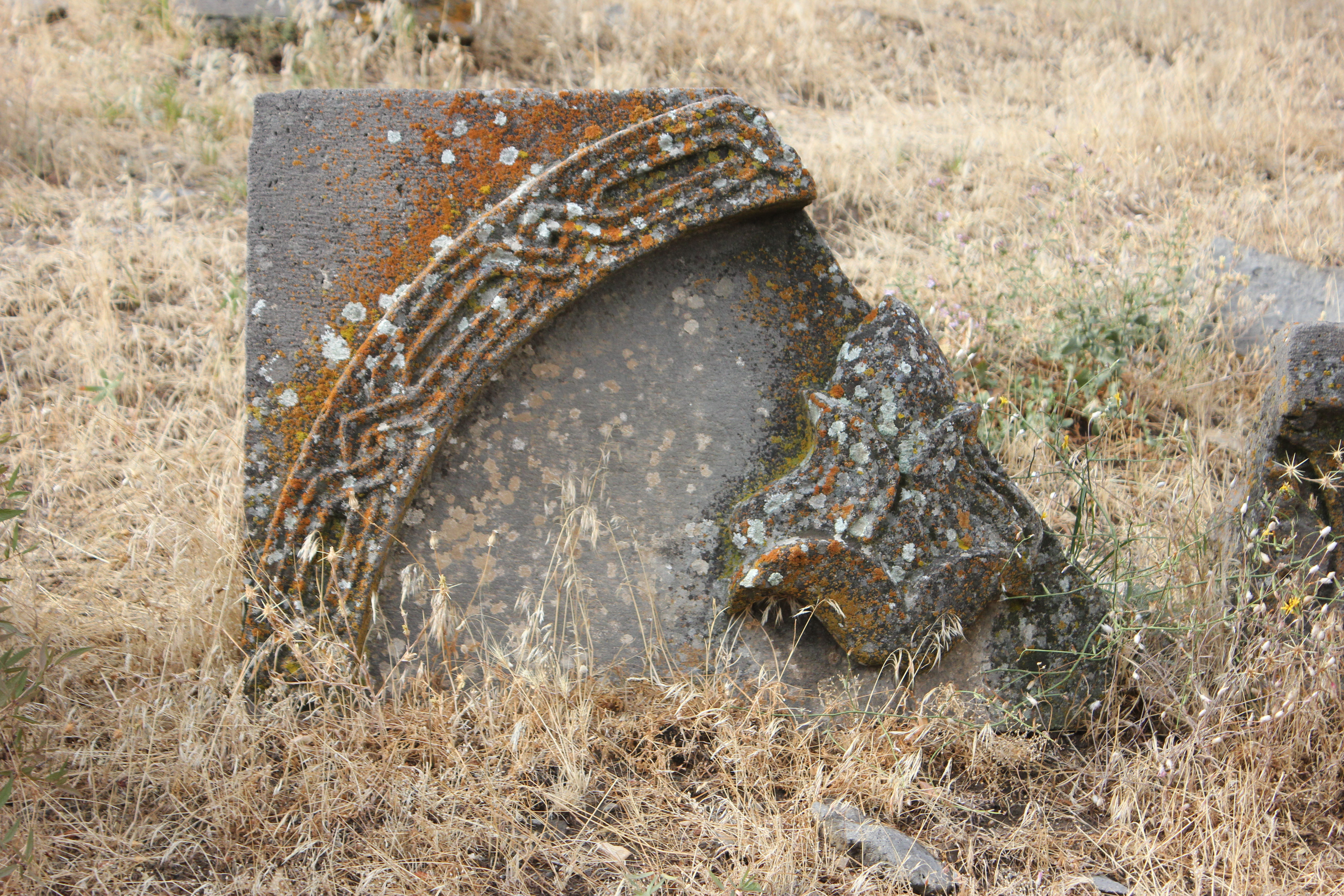
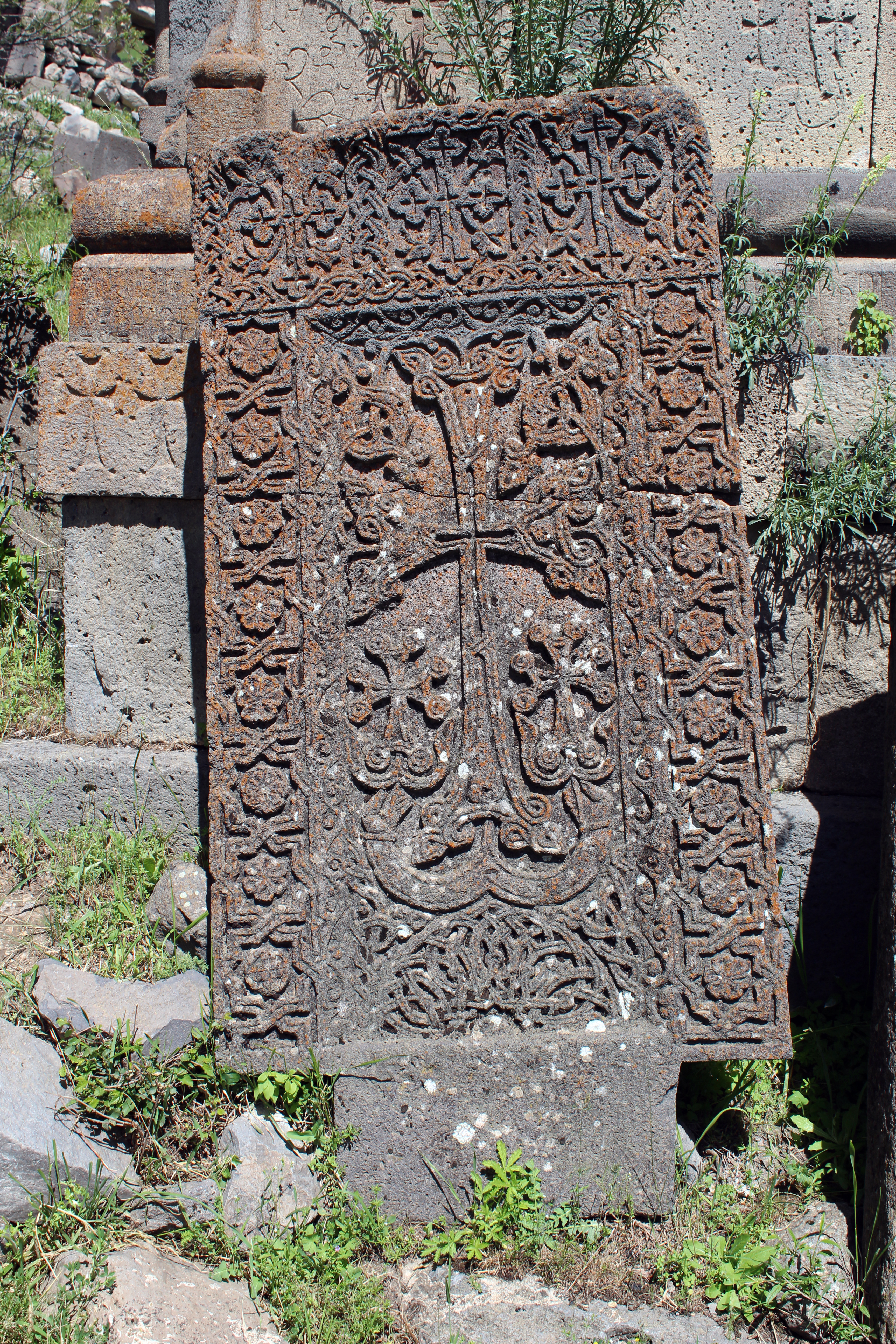
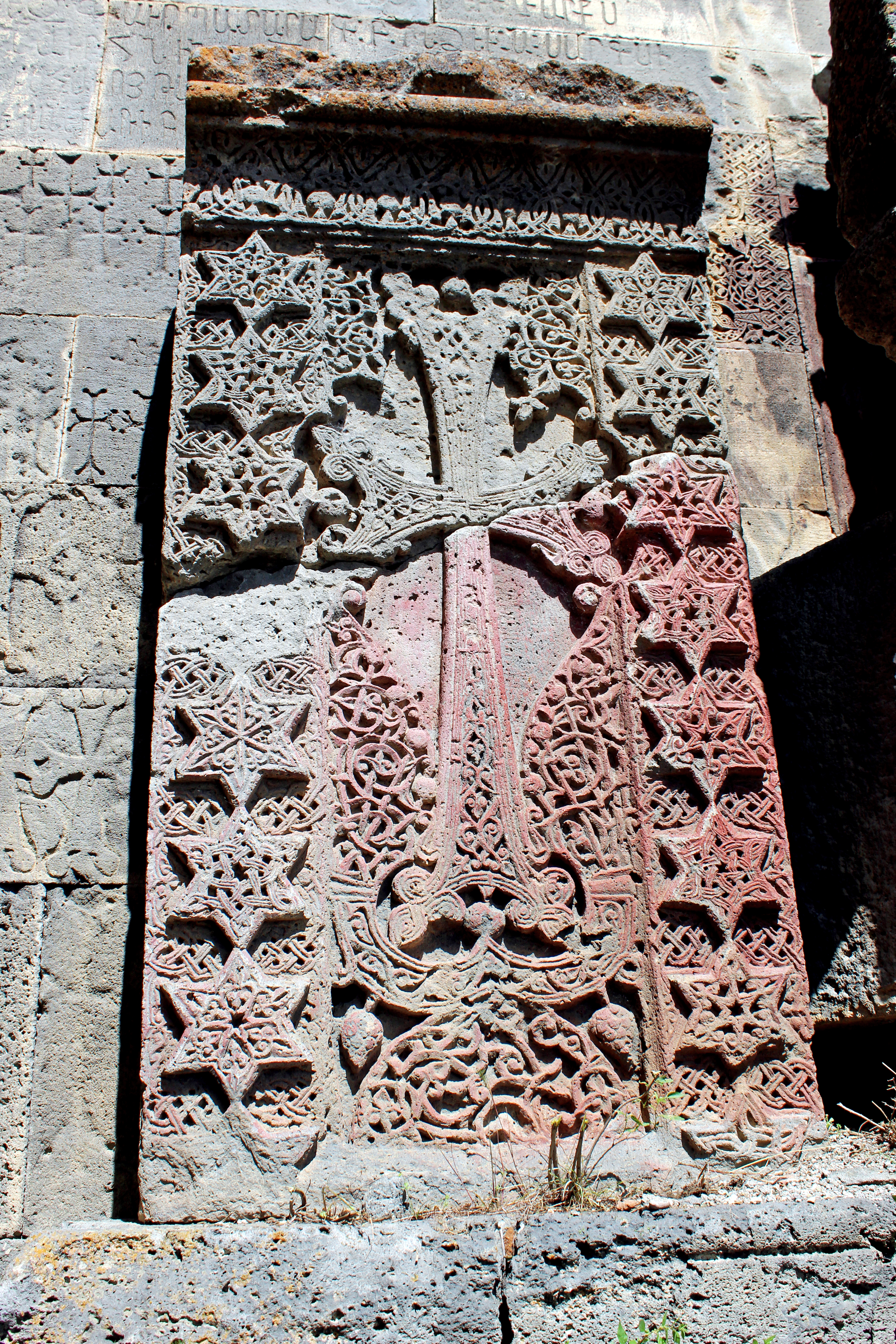